# Distrikt Chumpi
Der Distrikt Chumpi liegt in der Provinz Parinacochas in der Region Ayacucho in Südzentral-Peru. Der Distrikt entstand in den Gründungsjahren der Republik Peru. Er besitzt eine Fläche von 372 km². Beim Zensus 2017 wurden 2334 Einwohner gezählt. Im Jahr 1993 lag die Einwohnerzahl bei 3123, im Jahr 2007 bei 2981. Sitz der Distriktverwaltung ist die 3201 m hoch gelegene Ortschaft Chumpi mit 1151 Einwohnern (Stand 2017). Chumpi liegt 9 km südsüdöstlich der Provinzhauptstadt Coracora.

## Geographische Lage
Der Distrikt Chumpi liegt in der Cordillera Volcánica im zentralen Südwesten der Provinz Parinacochas. Der Distrikt miss 33 km in Ost-West-Richtung sowie 23 km in Nord-Süd-Richtung. Er reicht im Süden bis zu 4,5 km an das Nordufer des Sees Laguna Parinacochas heran. Der Distrikt reicht im Westen bis zum Río Yauca, im Osten bis zum Río Pararca, Zufluss des Río Marán.
Der Distrikt Chumpi grenzt im Süden an die Distrikte Puyusca und Pullo, im Osten an den
Distrikt Chaviña (Provinz Lucanas), im Norden an den Distrikt Coracora sowie im Osten an den Distrikt Lampa (Provinz Páucar del Sara Sara).

## Ortschaften
Neben dem Hauptort gibt es folgende größere Ortschaften im Distrikt:
- Acos (218 Einwohner)
- Carhuanilla (371 Einwohner)
- Pinahua